# خائن (فلم)
خائن (بالإنجليزية: Traitor) هو فيلم دراما، وأكشن، وتجسس أمريكي لعام 2008 مبني على فكرة لستيف مارتن وهو أيضًا المنتج التنفيذي للفيلم، التأليف والإخراج لجيفري ناخمانوف. تدور قصة الفيلم عن جندي أميركي سوداني سابق (دون شيدل) له خلفية عن المتفجرات وهو المشتبه به الرئيسي في بحث أجراه العميل الخاص لمكتب التحقيقات الفدرالي (جاي بيرس) عن صانع القنابل في سلسلة من التفجيرات الإرهابية العالمية التي تستهدف المدنيين.
ترشح الفيلم لجوائز بلاك ريل عام 2008، وجوائز الصورة (NAACP) عام 2009

## طاقم التمثيل
- دون شيدل: في دور سمير هورن

- جاي بيرس: في دور العميل روي كلايتون

- سعيد التغماوي: في دور عمر

- نيل ماكدونو: في دور ماكس آرتشر

- جيف دانييلز: في دور كارتر

- آرتشي بانجابي: في دور تشاندرا داوكين

- موزان مارني: في دور ليلى

- لورينا جيل: في دور دياردري هورن

- علي خان: في دور فريد[5]

## أحداث الفيلم
سمير هورن (دون شيدل) أميركي سوداني يتكلم العربية ومسلم متدين، قتل والده السوداني في إنفجار سيارة مفخخة عندما كان طفلا، وبعد سنوات وفي اليمن يتقدم سمير كتاجر أسلحة لجماعة إرهابية يمنية بعرض لبيع متفجرات وأثناء التفاوض على الصفقة مع عمر (سعيد التغماوي)، تهاجم الشرطة مكان اللقاء ويتم إعتقال سمير مع الجماعة ويزج به في سجن يمني. تنشأ صداقة بين سمير وعمر، وعندما تخطط جماعة عمر للهروب، يصطحب عمر صديق سجنه سمير معهم. يشتبه العميل الخاص لمكتب التحقيقات الفدرالي روي كلايتون (جاي بيرس) في أن سمير قد تحول إلى متطرف ويبدأ في تعقبه. يلتقي فريد (علي خان)، الملازم في منظمة النذير الإرهابية، بعمر الذي يقدم سمير ويرشحه للإنضمام للمنظمة، للإستفادة من مهاراته التي تعلمها عندما كان رقيبًا مهندسًا في القوات الخاصة الأمريكية، وذلك للتحضير لتفجير القنصلية الأمريكية في نيس بفرنسا.
حقيقة الأمر أن سمير يعمل تحت غطاء، لصالح المخابرات الأمريكية، من خلال العميل كارتر (جيف دانيلز)؛ يشعر سمير بالحزن عندما يعلم أنه على الرغم من جهود كارتر السرية إلا أن الأبرياء لقوا حتفهم في تفجير القنصلية. ينال سمير إعجاب وثقة فريد ويقدمه لزعيم المنظمة، الزعيم نذير، الذي يكشف عن مؤامرة لوضع مفجرين إنتحاريين في 50 حافلة في الولايات المتحدة خلال عيد الشكر، ويوجه سمير للعمل كحلقة وصل مع كل من المفجرين. يهاجم كارتر عن غير قصد لقاءً بين سمير وعمر، فيقوم عمر بقتله.
يكشف سمير عن شخصيته الحقيقية للعميل كلايتون، الذي يتعقبه في هاليفاكس بكندا، وأثناء التحقيق، يكتشف كلايتون أيضًا أن الوفيات في تفجير نيس كانت وهمية، بإستثناء حالة واحدة. يسافر سمير مع عمر وفريد والزعيم نذير، على متّن سفينة شحن متجهة إلى مرسيليا بفرنسا، حيث يقوم سمير بقتل كل من نذير وفريد ويفسر ما فعله لعمر الغاضب، بأنه قتلهم لخيانتهم للإسلام، لإستهدافهم للأبرياء، ثم يخبر سمير أنه قام بتحويل رسائل البريد الإلكتروني الخاصة بالمفجرين لتوجيههم ووضعهم جميعًا في نفس الحافلة، فمات جميع المفجرين دون ضحايا (بإستثناء سائق الحافلة الواحدة). تهاجم الشرطة الكندية ومكتب التحقيقات الفدرالي ويقتلون عمر ويصيبون سمير.
يلتقي سمير بالعميل كلايتون في شيكاغو، ويخبره سمير أنه يشعر بالذنب لقتل الأبرياء، وأن القرآن يقول أن قتل شخص بريء مثل قتل البشرية جمعاء، ويرد كلايتون بالإشارة إلى أن القرآن يقول أيضًا أنه بإنقاذ شخص بريء، فقد أنقذ البشرية جمعاء، ويخبره أنه بطل، وأكد له أن هناك منصب محتمل مع مكتب التحقيقات الفيدرالي تنتظره.

## الإنتاج
بدأت فكرة إنتاج الفيلم عام 2002 لصالح شركة «أفلام والت ديزني» من خلال شركة إنتاج الأفلام «توتشستون بيكشرز»، لكن المشروع لم يتم لتغير إدارة الشركة، والتقطت شركة «أفلام اوفرتير» المشروع لإنتاجه. بدأ التصوير في أوائل سبتمبر 2007 في تورنتو بكندا ومرسيليا بإسبانيا ومراكش بالمغرب.

## إستقبال الفيلم
حصل الفيلم على تقدير 65٪ حسب موقع تجميع آراء النقاد «روتن توميتوز»، بناء على آراء 169 ناقد سينمائي. كتب إدوارد بورتر من التايمز الإنجليزية: «من الصعب رؤية خاتمة الفيلم، لكن هذا فقط بسبب سخافته الشديدة»، وكتبت مارسيان ميللر من مجلة بولد لايف: «كلما فكرت في هذا الفيلم، أراه أفضل»، وكتبت جولي واشنطن في صحيفة كليفلاند بلين ديلر: «ينجح فيلم الخائن في رسم صورة متعددة الألوان ودقيقة، وهي صورة مناسبة»، وكتب أيضا كيلي فانس في الصحيفة الإسبوعية إيست باي إكسبريس: «فيلم إثارة صغير ذكي إلى حد معقول وبوعي أخلاقي»، كانت معظم تعليقات النقاد تركز على أنه بالرغم من الأداء الواثق من بطل الفيلم «دون شيدل»، لكن مازال الفيلم يعاني من الكثير من الكليشيهات والرواية غير مركزة.
منح موقع ميتاكريتك تقييم 60% بناء على 29 ناقد، اما «روجر إيبرت» الناقد السينمائي فقد كتب في الصحيفة اليومية شيكاغو سان تايمز وأشاد بأداء «دون شيدل»، ومنح الفيلم ثلاثة نجوم من أصل أربعة وكتب في نقده: «الفيلم يسير بسرعة، وهو رائع في صورته للسياسة الداخلية وهيكل الجماعات الإرهابية، ويقترب بشكل غير مريح من الواقع، ولكن ما يربطها معًا هو شخصية تشيدل».
صعد الفيلم إلى المركز الخامس في نهاية إسبوعه الأول في دور العرض، محققًا مبلغ سبعة ملايين دولار. حقق الفيلم 23.5 مليون دولار في كندا والولايات المتحدة، و 2.2 مليون دولار في الأسواق الأخرى، بما في ذلك 800000 دولار في أستراليا، ليصبح المجموع 27.6 مليون دولار في جميع أنحاء العالم.

## وصلات خارجية
مقالات تستعمل روابط فنية بلا صلة مع ويكي بيانات